# Nathalie Donnini
Nathalie Donnini est une réalisatrice française.

## Biographie
Nathalie Donnini a travaillé comme scénariste avant de réaliser deux courts métrages, puis un premier long métrage, Où avais-je la tête ?, sorti en 2007.

## Filmographie

### Scénariste
- 1997 : Sinon, oui de Claire Simon
- 1998 : On a très peu d'amis de Sylvain Monod
- 2001 : Électroménager de Sylvain Monod

### Réalisatrice et scénariste
- 1999 : J'attends Daniel pour peindre (court métrage)
- 2002 : Le Cadeau commun (court métrage)
- 2007 : Où avais-je la tête ?